# Narceja-real

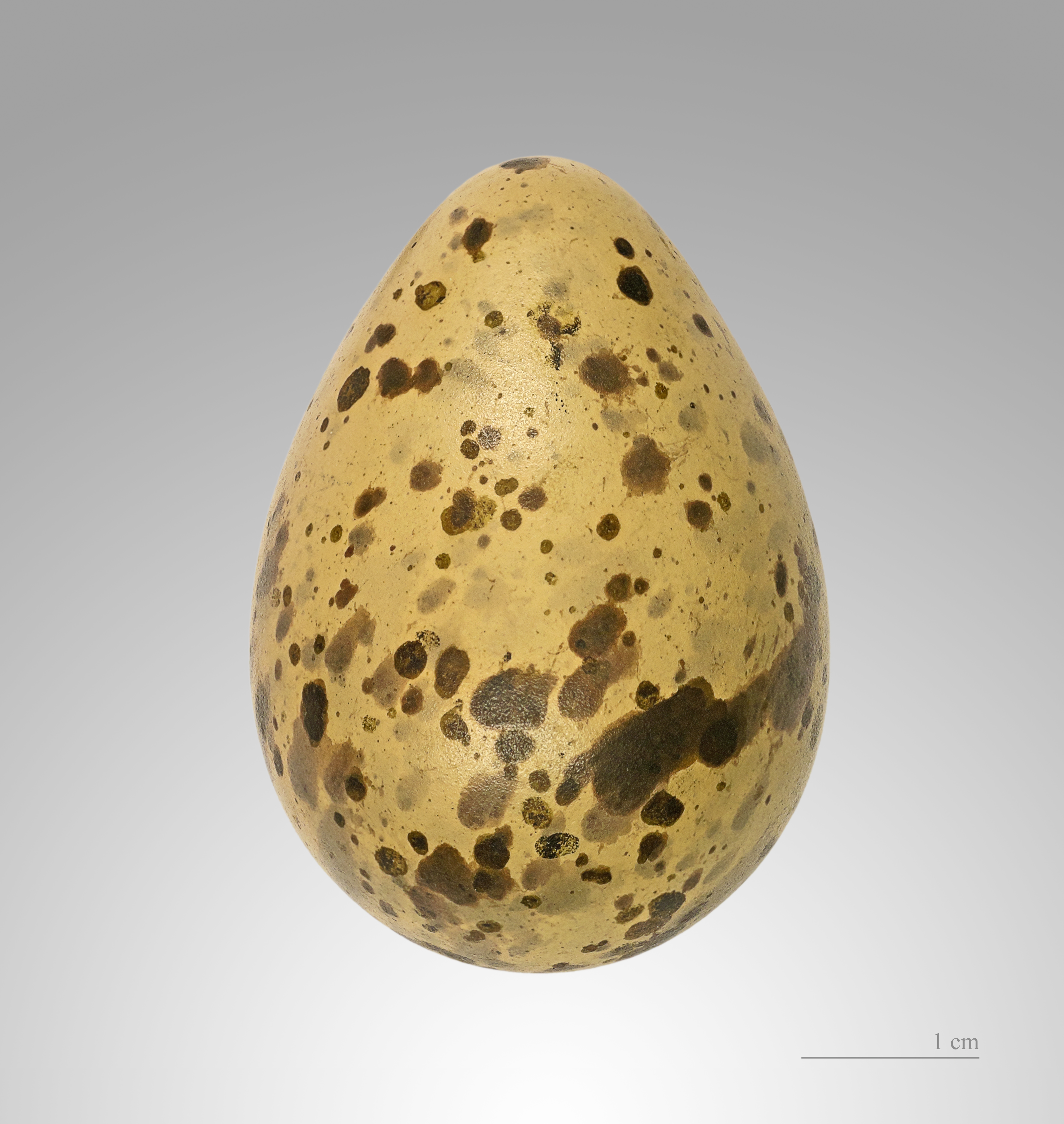
Gallinago media - MHNT

A narceja-real (Gallinago media) é uma ave limícola pertencente à ordem dos Charadriiformes. É parecida com a narceja-comum, distinguindo-se desta espécie sobretudo pelo voo mais directo.
Nidifica localmente no leste da Europa e inverna em África.

## Subespécies
A espécie é monotípica (não são reconhecidas subespécies)